# 越後長野温泉
越後長野温泉（えちごながのおんせん）は、新潟県三条市長野（旧国越後国）にある温泉である。ここは嵐渓荘（らんけいそう）一軒のみの温泉である。

## 泉質
- ナトリウム-塩化物冷鉱泉（高張性 中性 冷鉱泉）
  - 源泉温度15.5℃

塩分濃度が高く、なめると非常に塩辛い。なお水温15.5℃の冷鉱泉のため、一旦加熱した上、一部循環放流方式で各浴槽に源泉を供給している旨がウェブサイト上で説明されている。

## 歴史
大正末期、嵐渓荘創業者が一人で櫓を建て、上総掘りで温泉を掘削したのが始まりとされる。
国の登録有形文化財に登録されている嵐渓荘正面側の建物は昭和初期に燕駅前に小川屋旅館として建てられ、1955年（昭和30年）頃に現在地へ移築されたものである。
2017年11月23・24日、嵐渓荘において将棋の第30期竜王戦第4局、渡辺明竜王対羽生善治棋聖の対局が行われた。この対局は第45回将棋大賞の名局賞に選ばれている。

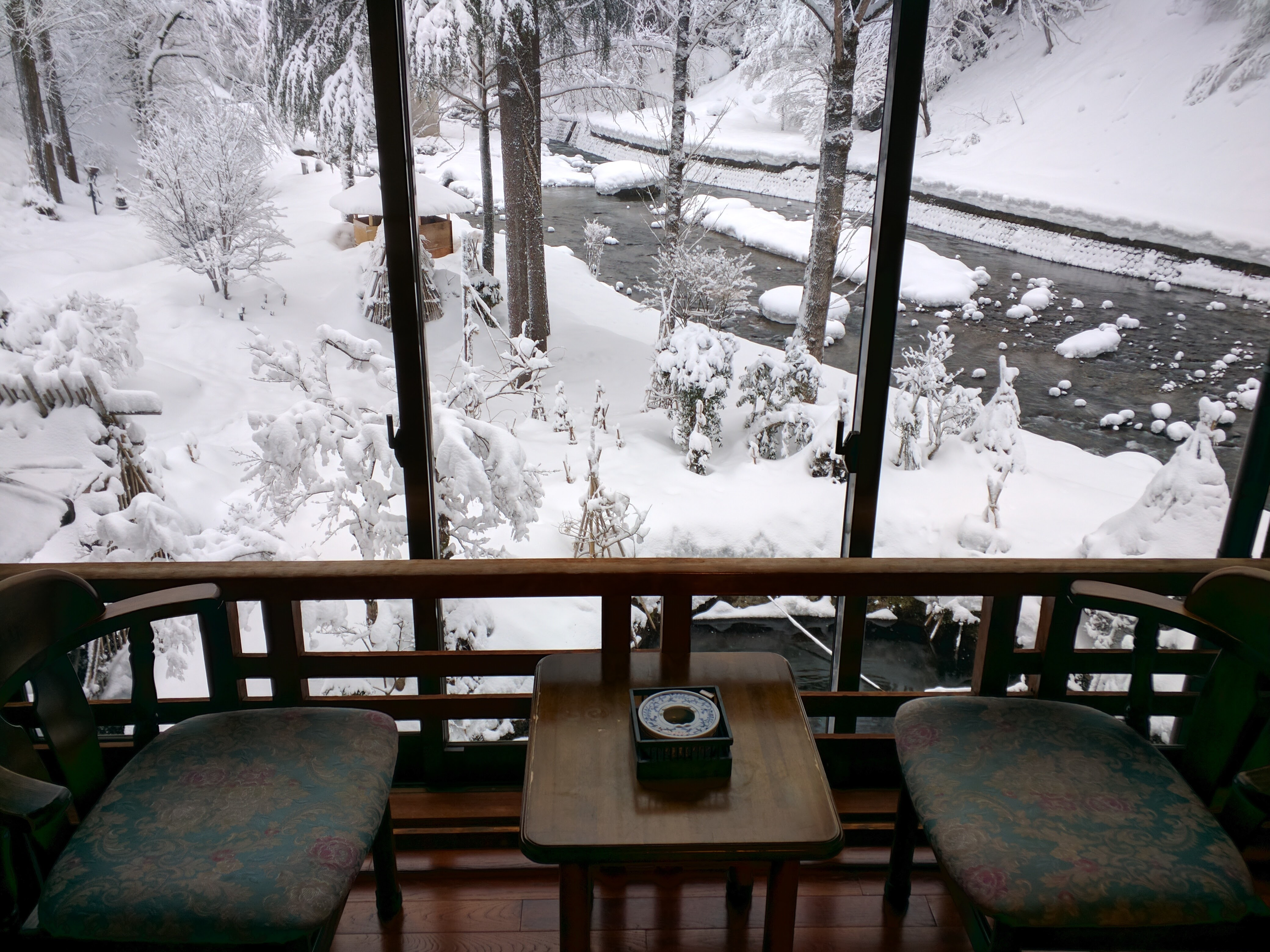
守門川に臨む客室
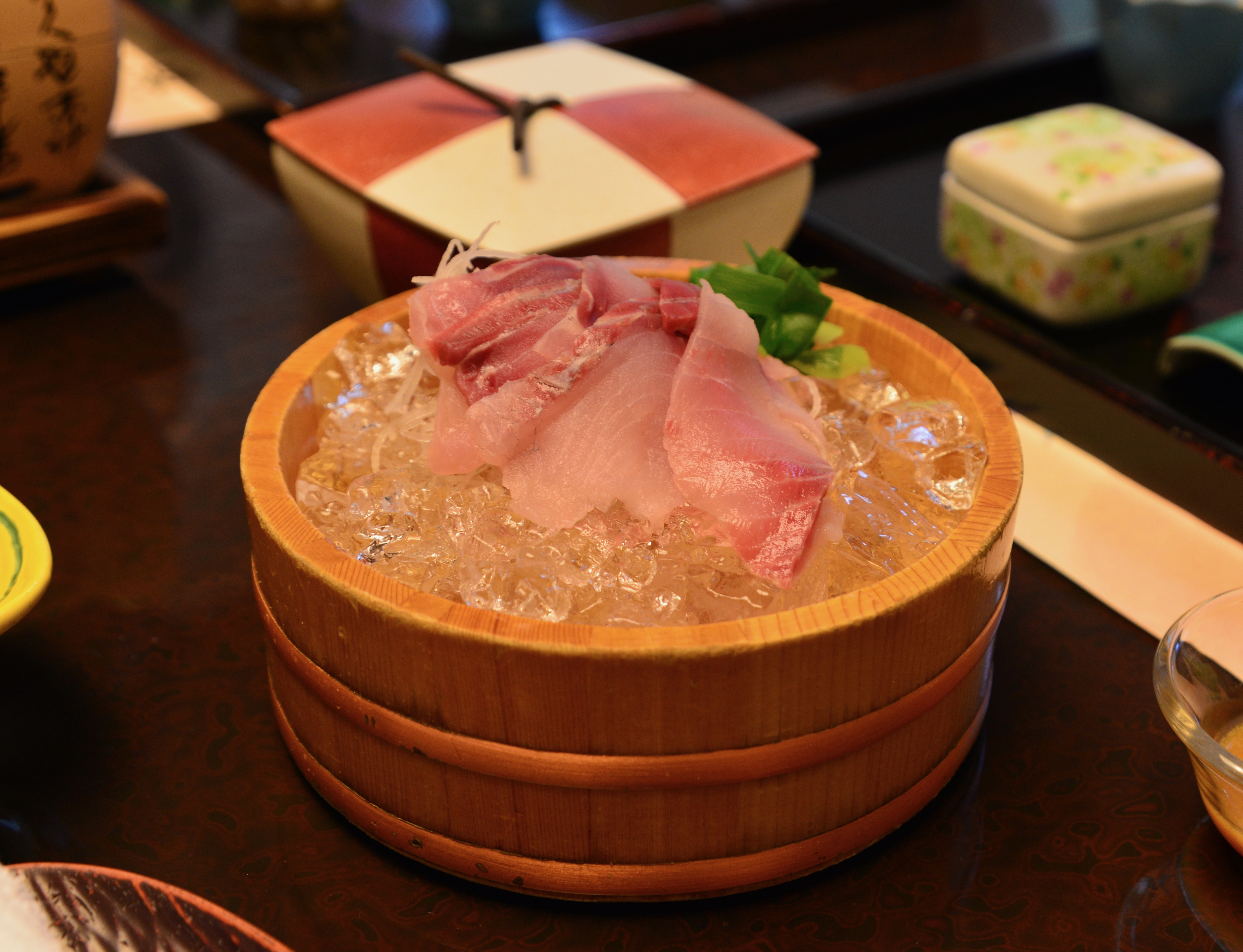
食事の例（鯉の洗い）

## アクセス
- 北陸自動車道三条燕ICより国道289号を旧下田方面に25km、40分ほど。
- 信越本線東三条駅で下車後、越後交通の路線バスに乗り換え八木ヶ鼻温泉バス停留所で下車。送迎車に乗り換えて3分ほど。

## 周辺
- 道の駅漢学の里しただ
- 八木ヶ鼻
- 八木ヶ鼻温泉
- 下田郷のいしぶみ
- 笠堀ダム・大谷ダム